# Bundesstraße 489
Die Bundesstraße 489 (Abkürzung: B 489) ist eine deutsche Bundesstraße in Hessen.

## Geschichte/Weiteres
Die Bundesstraße 489 gibt es seit Mitte/Ende der 1960er Jahre. Sie stellt eine kurze Verbindung zwischen der Bundesstraße 457 und der Bundesstraße 455 dar (Wölfersheim-Berstadt nach Hungen).